# Asclepias amplexicaulis
Asclepias amplexicaulis là một loài thực vật có hoa trong họ La bố ma. Loài này được Sm. mô tả khoa học đầu tiên năm 1797.

## Hình ảnh

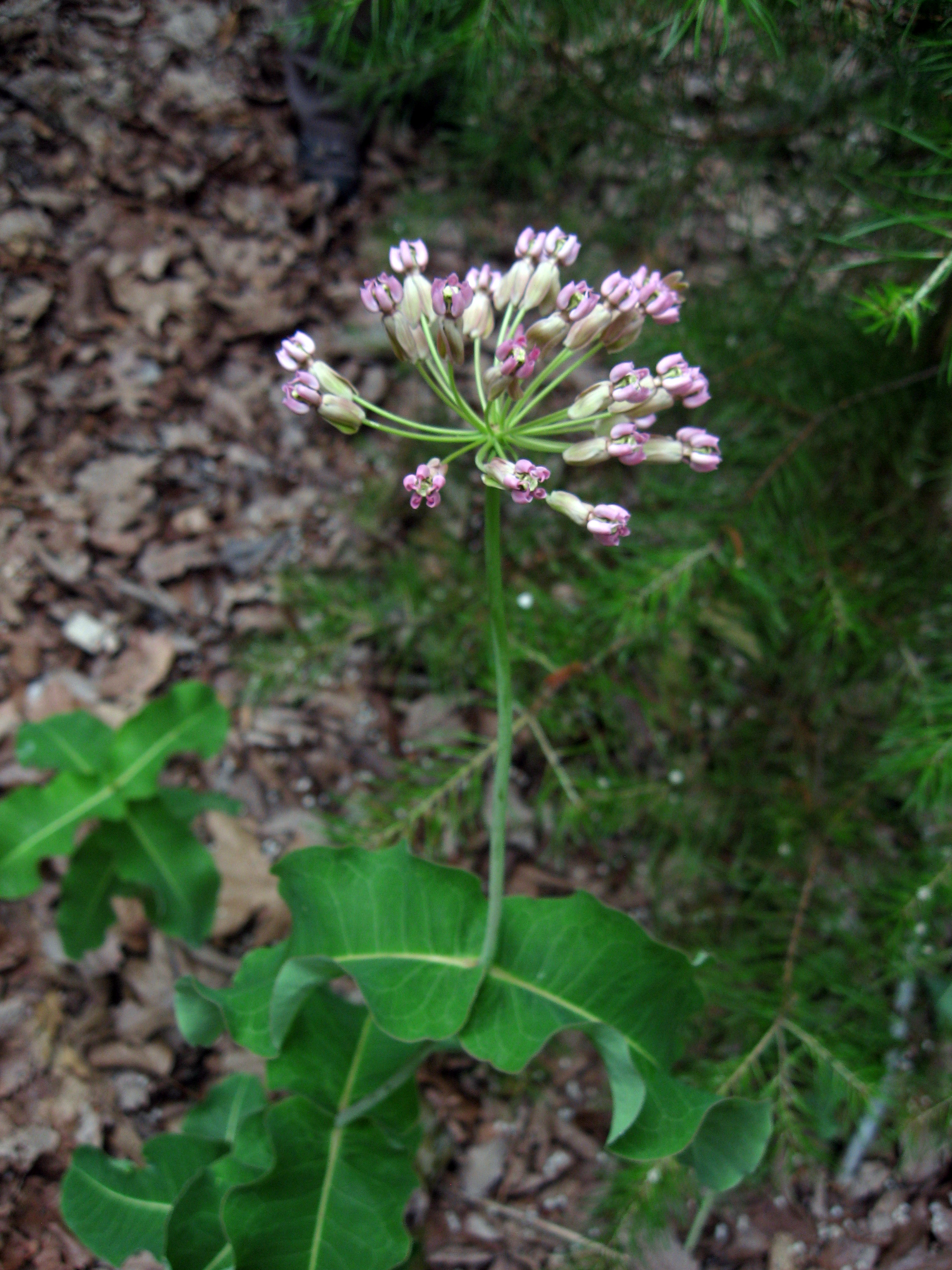
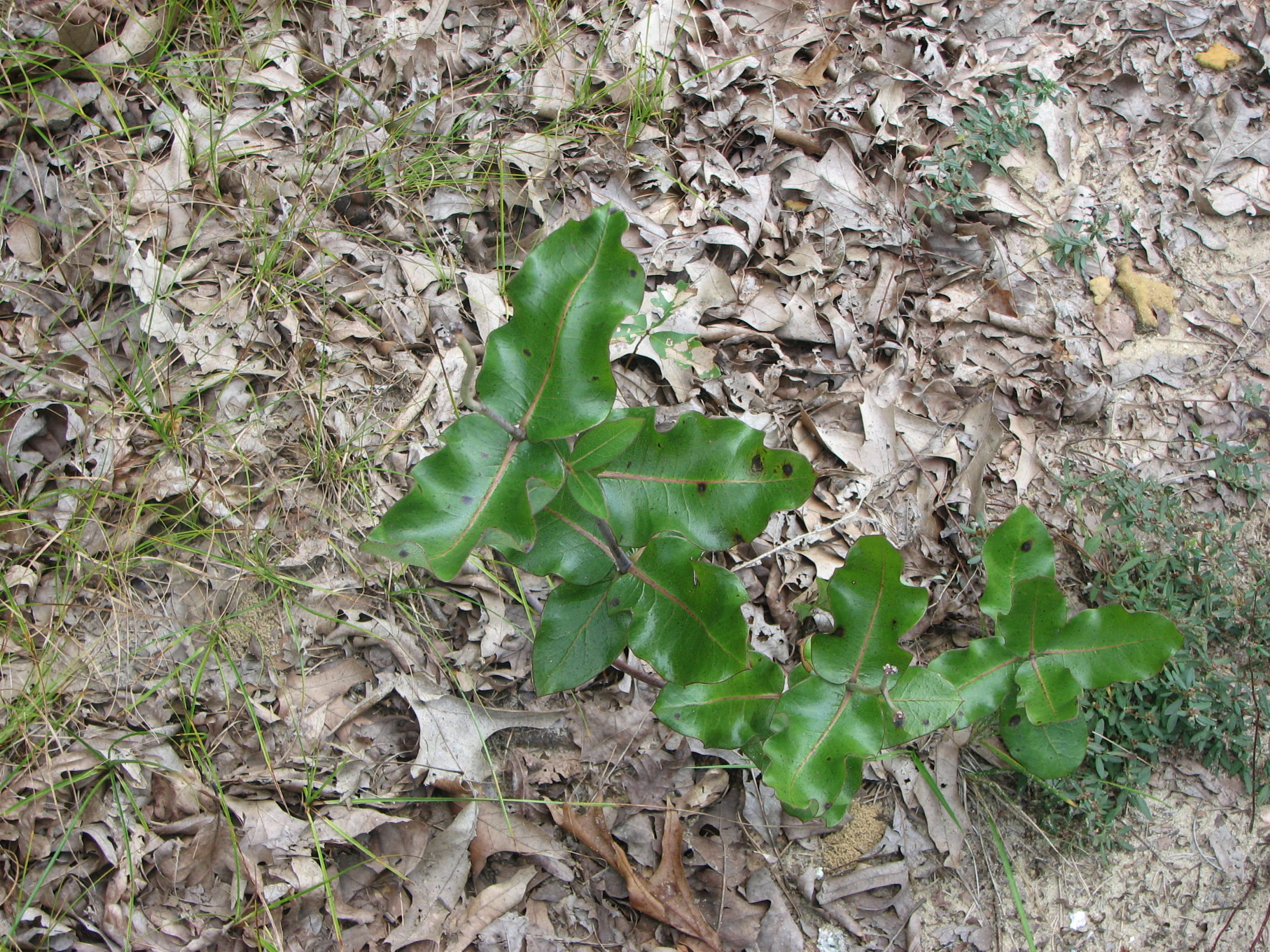